# سيد هاكسابانوفيتش
سيد هاكسابانوفيتش المعروف باسم دجوكا، هو لاعب كرة قدم في مونتنجرين يلعب كمهاجم مع نادي سبورتينج خيخون.

## روابط خارجية
- سيد هاكسابانوفيتش على موقع الاتحاد الدولي (مؤرشف)  (الإنجليزية)
- سيد هاكسابانوفيتش على موقع الاتحاد الأوربي (الإنجليزية)
- سيد هاكسابانوفيتش على موقع اتحاد السويد (السويدية)
- سيد هاكسابانوفيتش على موقع قاعدة بيانات كرة القدم.إي يو (الإنجليزية)
- سيد هاكسابانوفيتش على موقع ليكيب (الفرنسية)
- سيد هاكسابانوفيتش على موقع ناشيونال فوتبول تيمز (الإنجليزية)
- سيد هاكسابانوفيتش على موقع Soccerbase.com (لاعب) (الإنجليزية)
- سيد هاكسابانوفيتش على موقع Soccerway.com (الإنجليزية)
- سيد هاكسابانوفيتش على موقع عالم كرة القدم.نت (الإنجليزية)